# FV106 Samson
FV106 Samson — бронированная эвакуационная машина британской армии, одна из семейств CVR(T). Основная роль этого транспортного средства состоит в том, чтобы поднять транспортные средства семейства CVR(T), но оно может поднять другие легкие гусеничные транспортные средства, такие как серия FV430. Разработан в 1970 годах. Запущен в серийное производство в 1978 году.
Общий выпуск FV 106 Samson, составил более 136 единиц. По состоянию на 2022 год, используются более чем в 8 странах мира, включая Великобританию.

## История создания
FV106 Samson был задуман в начале 1970-х годов, а окончательный проект был запущен в производство в 1978 году. Корпус представляет собой цельносварную алюминиевую конструкцию. Обычно на нем находится бригада из трех человек, управляющая лебедкой на 3,5 т, которую также можно использовать в подъемной конфигурации. Он несет подходящее оборудование, обеспечивающее механическое преимущество 4: 1 с 228-метровым тросом лебедки. Эта лебедка способна поднимать до 12 тонн

## Операторы

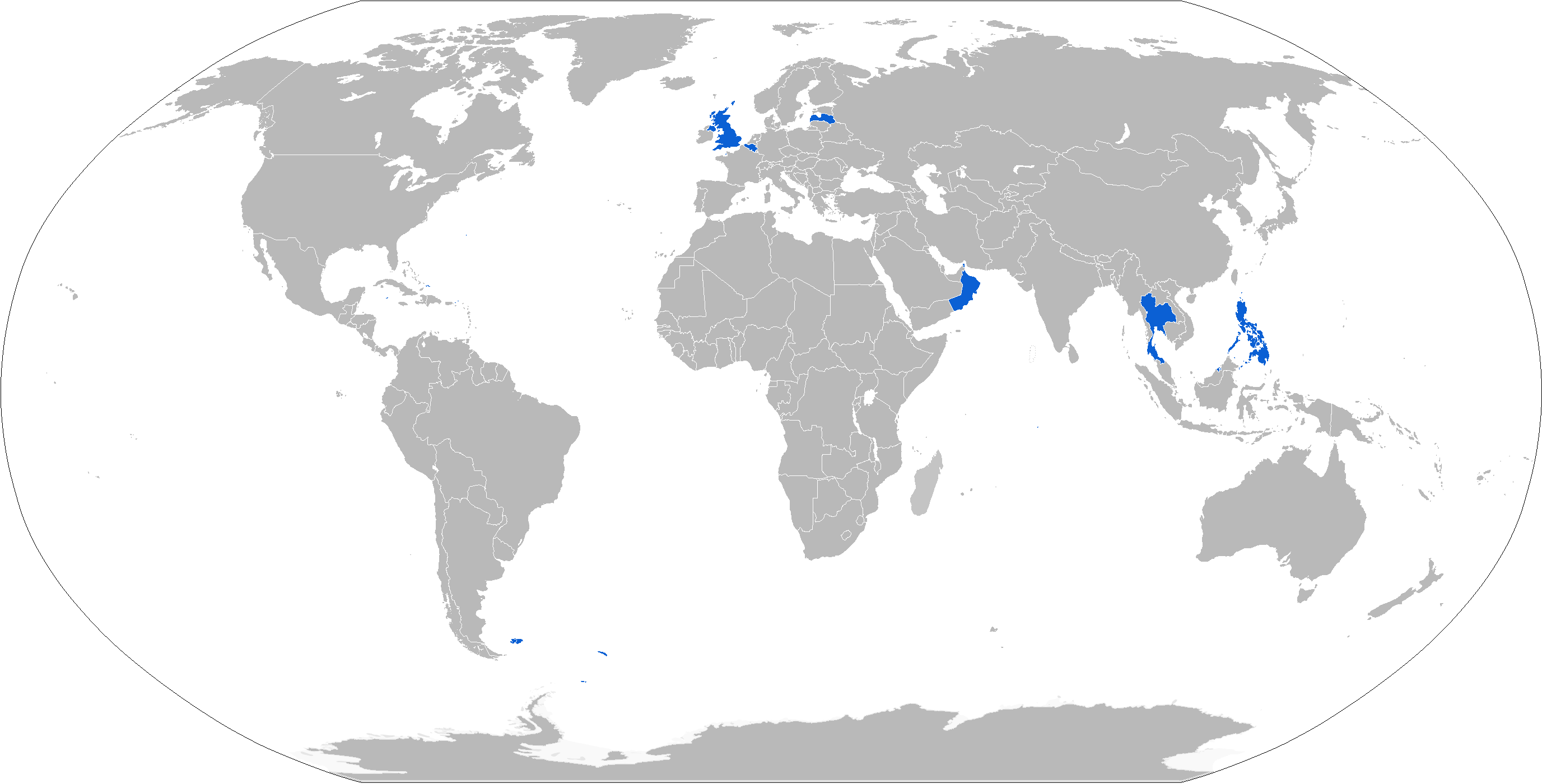
Карта операторов FV106 синим цветом

- Того — 1 автомобиль в эксплуатации
- Бельгия
- Бруней — 2 автомобилей в эксплуатации
- Латвия
- Украина
- Оман — 3 автомобилей в эксплуатации
- Филиппины — 6 автомобилей в эксплуатации
- Таиланд
- Великобритания — на вооружении британской армии и Королевских ВВС.